# Дикастерія Східних Церков
Дикастерія Схі́дних Церко́в, раніше називалась Конґреґація Східних Церков (лат. Congregatio pro Ecclesiis Orientalibus) — це відомство Римської Курії, яке відповідає за справи  Східних Католицьких Церков у тому, що стосується компетенції Апостольської Столиці. Її юрисдикція також охоплює всю католицьку ієрархію, духовенство та мирян, в тому числі і латинського обряду, на теренах, де від стародавніх часів переважають східні Церкви.

## Структура
Згідно зі Східним правом, до цієї Дикастерії належать Патріархи, Верховні архієпископи Східних католицьких церков, президент Папської ради у справах сприяння єдності християн та група консультантів, які є окремою категорією при Конгрегації. Очолює Дикастерію кардинал-префект, якого призначає Папа Римський, з 2023 року — це кардинал Клаудіо Гуджеротті. Того ж року Секретарем призначено ліванського священника Мішеля Жалаха.

## Історія
Конґреґацію створив 1573 року Папа Григорій XIII як Конгрегацію у справах греків. До її завдань входило, зокрема, реформування Василіянського чину і підтримка візантійського обряду. Папа Григорій XV буллою Inscrutabili divinae providentiae від 22 червня 1622 року передав питання, пов'язані зі Східними католицькими церквами до компетенції Конґреґації Пропаганди Віри, в рамках якої папа Урбан VIII 1627 року створив окрему комісію в справах східних обрядів. Папа Бенедикт XV 1 травня 1917 року створив самостійну Конгрегацію у справах Східних церков.
У 2022 разом із іншими Конґреґаціями була перетворена на однойменну дикастерію згідно апостольської конституції Praedicate Evangelium.

## Керівники Конґреґації (з 1917 по 2023)

### Кардинали-секретарі[4]
- Нікколо Маріні (1917—1922);
- Джованні Таччі Порчеллі (1922—1927);
- Луїджі Сінчеро (1927—1936);
- Ежен Тіссеран (1936—1959);
- Амлето Джованні Чіконьяні (1959—1961)
- Габріель Акасіус Кусса (1961 про-префект, 1962 префект);
- Густаво Теста (1962—1967).

### Кардинали-префекти
- Густаво Теста (1967—1968);
- Максимільєн де Фюрстенберг (1968—1973);
- Поль-П'єр Філіпп (1973—1980);
- Владислав Рубін (1980—1985);
- Дурайсамі Симон Лурдусамі (1985—1991);
- Акілле Сильвестріні (1991—2000);
- Ігнатій Мусса I Дауд (2000—2007);
- Леонардо Сандрі (2007 — 2023).

### Секретарі Конґреґації
- Маріо Бріні (1965—1982);
- Мирослав Стефан Марусин (1982—2001);
- Антоніо Марія Вельо (2001—2009);
- Кирил Васіль SJ (2009—2020);
- Джорджіо Деметріо Ґалларо (2020–2023)

## Керівники Дикастерії (з 2023

### Кардинали-префекти
- Клаудіо Гуджеротті (з 2023)

### Секретарі Дикастерії
- Архієпископ Мішель Жалах (з 2023)

### Підсекретарі Дикастерії
- Єпископ Філіппо Чампанеллі (з 2024)

## Виноски
1. ↑  Папа призначив нового Секретаря Дикастерії для Східних Церков. synod.ugcc.ua (укр.). Процитовано 17 лютого 2023.
2. ↑  На черговому вебінарі УГКЦ мова йшла про Східні Католицькі Церкви та Римську курію. Католицький оглядач. 2 грудня 2011. Архів оригіналу за 23 квітня 2013. Процитовано 25 квітня 2019.
3. ↑  «Praedicate Evangelium» — предмет дводенних обговорень кардинальської колегії. credo.pro (укр.). Процитовано 30 серпня 2022.
4. ↑  Примітка: З 1917 року до 1967 рік, Папа Римський сам служив як префект Конгрегації.